# تیم ملی فوتبال زنان لبنان
تیم ملی فوتبال زنان لبنان (انگلیسی: Lebanon women's national football team) نماینده فوتبال زنان این کشور در رده ملی است و تحت نظارت فدراسیون فوتبال لبنان قرار دارد.